# Бил Фейгърбаки
Уилям Марк „Бил“ Фейгърбаки (на английски: William Mark 'Bill' Fagerbakke) (роден на 4 октомври 1957 г.) е американски актьор, озвучаващ артист, продуцент, режисьор и сценарист. Най-известната му роля е тази на Патрик Стар в анимационния сериал „Спондж Боб Квадратни гащи“.

## Личен живот
През 2012 г. Фейгърбаки започва процедура по развод със съпругата си, актрисата Катрин Маккленахан. Двамата имат дъщеря и син.